# Szilágyi Géza
Szilágyi Géza, született Silbermann Géza (Budapest, 1875. december 29. – Budapest, 1958. április 7.) költő, író, újságíró.

## Életútja
Silbermann József kereskedő és Braun Kunigunda gyermekeként született. A középiskolát Temesváron végezte, majd a Budapesti Tudományegyetemen folytatta tanulmányait, ahol 1898-ban államtudományi, 1899-ben jogtudományi doktor címet szerzett. 1901-ben ügyvédi vizsgát tett. Végzettsége ellenére legfőképp újságírással, költészettel, novellaírással foglalkozott. Kiemelten fontos volt számára az ismeretterjesztés, inkább volt a jogi címszavak megfogalmazója, mint peres ügyek ellátója. Hatalmas tudásának köszönhetően a maga korában egyedülálló, Pallas Nagy Lexikona egyik segédszerkesztője volt. Több mint harminc évig tevékenykedett különböző újságok nélkülözhetetlen rovatvezetőjeként vagy helyettes szerkesztőjeként.
1895-ben az Élet című szemle könyvbírálója, 1896 és 1900 között a Pesti Napló, majd 1903-ig a Nemzet című lap munkatársa volt. 1903-tól Az Ujság belpolitikai rovatát vezette, 1906 és 1919 között helyettes szerkesztője volt, cikkeket, könyv- és színi kritikákat írt (többnyire Aegrotus néven). 1905-ben kiadta (többekkel) a Figyelő című kritikai és szépirodalmi folyóiratot. Az 1920-as években Az Est Lapok munkatársaként dolgozott, majd a berlini Ullstein lapok budapesti tudósítója lett.
A Nyugat elindulásáig minden irodalmi kezdeményezésben aktívan részt vett, Ignotus és társai felnéztek rá, Ady egyenesen mesterének tartotta. Verseit a 19. század végének pesszimizmusa és az erotika hatotta át. Újságírói tevékenységén túl számos irodalomtudományi tanulmányt, kritikát írt. 1958. április 7-én hunyt el, utolsó verseskötetének megjelenését követően. Temetésén Scheiber Sándor rabbi gyászbeszéde méltó emléket állított az elhunyt költőnek-írónak, a modernizmus egyik harcosaként, a lélekanalitika és irodalom összefonójaként jellemezte.
Prózai munkáiban gyakran groteszk fantáziával és humorral ábrázolja az életet. Irodalmi működése javát költeményei teszik ki.
Házastársa Hermann Margit (1875–1944) volt, akivel 1911. október 5-én Budapesten, a Terézvárosban kötött házasságot.

## Költészete
A századforduló dekadens költészetének, az érzéki szerelemnek első merészebb hazai képviselője volt. A testiséget nyíltan vállaló erotikát 1896 táján ő vitte be a magyar irodalomba. Komlós Aladár megállapítása szerint: „Bíborvörös érzékiség és sötét kétségbeesés: ezek az érzések ihletik.”
Első verskötetét, a Tristiát a Budapest Szemle korabeli kritikusa (rdr aláírással) „újabb irodalmunk sajnálatos tévedéseinek egyik legkiáltóbb bizonyítéka”-ként fogadta. Szerinte „Szilágyi költészete förtelmes posvány, bordélyba való költészet…”, maga a költő pedig „egy ferde iránynak [ti. a „baudelaire-izmus”-nak] a maniakusságig egyoldalú áldozata.” Verseinek merész hangja a hagyományokhoz szokott közönséget megbotránkoztatta, túl merész kifejezéseiért perbe is fogták, de az új nemzedékre erősen hatott.
Később szemlélete nyugodtabb, lírája bölcselő jellegű lett, de filozófus-költőként már kevesebb figyelmet kapott. Ebben a korszakában sok bibliai vonatkozású költeményt írt. „Régebben csak gyenge mellékzönge volt bennem a zsidóság, most állandó erős akkord. (…) A zsidóságnak ez a megőrzése egyáltalában nem jelent, nem szabad hogy hűtlenséget jelentsen a magyarsággal szemben.” – írta 1926-ban.

### Lírája
A 20. századi magyar líra egyik elindítója, meghatározó alakja, akit sajnos kortársai elnyomtak és az utókor szinte teljesen mellőz. Költészete Adyra hat leginkább, ugyanis legfőbb témája a szerelem. A nyugat-európai, elsősorban francia lírát tekinti mintának. Első sikerét követően (Tristia, 1896) perbe fogják, eljárást indítanak ellene, kötetét szeméremsértőnek és vallásgyalázónak találják. Ráadásul nálánál fiatalabb kortársai sikert-sikerre halmoznak, így Szilágyi hosszú időre elfordul a költészettől. 1927-ben jelenik meg a Szó és könny című verseskötete, melyet sok irodalmár Szilágyi egyik legkitűnőbb alkotásának tekint. A politikai és társadalmi események ismeretében nem meglepő, ezek a versek ugyanis többnyire a reménytelenségről szólnak, patetikusak és lemondóak. Az antiszemitizmus erősödésével egyre inkább nyit zsidó témák felé, megerősödik benne zsidó öntudata, később a cionizmus gondolata is egyre inkább foglalkoztatja. Legjobb példa erre Izrael című verse: „Ám egy maradt mély és szent gyökerem!” Később azonban már-már negatívan vélekedik Cionról: „cionizmustól remélt megváltás is csak színes, de csalóka reményekből támadt illúzió volt”, - bár az Izrael szövege sem feltétlenül magasztalja a cionista gondolatokat. Élete utolsó évtizedében újabb versekkel lepi meg igencsak szűk közönségét. A magányosan élő 70 éves polihisztor hangja először büszke férfiként, majd szerelemre jogot tartó aggastyánként szólal meg költeményeiben. Még öregkorában is addig ismeretlen oldalát képes megmutatni az olvasónak. A Koldusok táncdala című kötetében válogatott régi költeményei mellett az újabban keletkezett öregkori verseit is közzéteszi. A kötet megjelenésének évében hal meg, 83 éves korában. 1958-ban bekövetkezett haláláig nem kevesebb, mint húsz kötete jelenik meg, versek, tárcák, drámák, novellák, szatirikus erkölcsrajzok, tanulmányok.

### Drámája
Drámaírói munkássága a legelfeledettebb, információt is alig lelni róla. Legismertebb színműve a Májusi fagy, amelyet Lenkei Henrikkel ír közösen, egyöntetű sikert azonban ez sem arat: kétes fogadtatásban részesül. 1911-es bemutatását követően Bródy Miksa a következőképpen fogalmaz róla egy kritikájában: „Nem! Ez a dráma senkinek sem a drámája. Nem az igazságé, mely amúgy sem kér belőle, nem a szimbólumé és nem az embereké (…) dominál a merevség, a levegőtlenség; széjjel lapul a kis plasztika, beteg testét fáradtan vonszolja tova a természetellenes alkotás.”

### Novellisztikája
Harmadik verseskötetének megjelenését követően, 1912 körül már nem egyedülálló a költészete, hanem csupán egy a sok közül, így el is hallgat mint költő. Ekkor szólal meg novellista énje, ami ugyan lenyűgöző, de költészeténél is sikertelenebb. Témavilága kizárólag a szerelem - a testiség ezerféle lehetőségét mutatja be férfi és nő között -, és a testi-lelki kiteljesedés a halál bevégeztével. Novellái igencsak naturalisták és impresszionista hangulatábrázolás jellemzi őket. Ezeket a szexuálisan túlfűtött írásokat akár példázatként is lehet érteni, az emberi ösztönök gyarlóságát mutatják be.
1918-ban megjelent novellagyűjteménye, a Vitustánc remek példája analitikus, példázat-jellegű gondolatainak.
A „vitustánc”-kifejezés egy bakteriális fertőzés megnyilvánulásának a neve, amely sűrű izomrángással jár. A betegség tünetei: ingerlékenység, alvászavar, heves pulzus, kipirosodás. A fertőzés fokozódásával egyre jelentősebbek a tünetek, míg a test szabálytalanul vergődő folytonossága csillapíthatatlan. Szilágyi Géza ilyennek látja a környezetét, írja a kötet első oldalán: „Előszó helyett”. Az emberek általános jellemhibáit, vergődésüket mutatja be, többnyire humorral fűszerezve. A kötetben fellelhető novellák többsége igencsak groteszk hangvételű. A kötet négy egységre van osztva:Szívek alja, Korunk hősei, Szent házasság, Arabeszkek a Halál körül. Ezen egységek közül talán a legkiemelkedőbb az utolsó, ugyanis itt a legjelentősebb a groteszk látásmód: a címben a halál virágos díszítőmotívumokkal kapcsolódik össze. Ezt a jellemzőt az egységben fellelhető művek is hűen tükrözik. Az Egy álmatlan ember és a Halál című novella abszurditása hangos nevetésre készteti az olvasót. A történet Lebenyei úrról szól, aki képtelen két óránál többet aludni, természetesen ettől zsémbes és kiállhatatlan, folyton panaszkodó vénember válik belőle. A novella írója azonban kioktatja főhősét, megpróbálja észhez téríteni, hogy valaki még nála is kevesebbet alszik, így nincs oka panaszra. Az első sorokat olvasva értetlenkedik az olvasó, ugyanis nem teljesen egyértelmű, miért részletez látszólag felesleges dolgokat az író, majd később hirtelen váltás következik, amely némiképp enyhíti az értetlenkedést, azonban fokozza a kíváncsiságot. A korábban várt csattanó ugyan elmarad, bár így is lesz tetőpontja a történetnek, a főhőst a halállal méri össze, mert ugye a halál sosem alszik. „Ön saját bevallása szerint két óra hosszáig alszik. Milyen óriási idő ez ahhoz képest, hogy a Halálnak soha, egy pillanatra sem lehet aludnia.” Ez az egyoldalú párbeszéd szinte leírhatatlan hangulatot teremt a novellának. Ahogy a bevezetőben Szilágyi bemutatja a főszereplőt, észrevétlenül – mintha feldühödne a leírás következtében – kezd el saját írásához beszélni, olyan hatást keltve, mintha az olvasó maga mondaná meg ennek az együgyű Lebenyei úrnak velős véleményét. „Fanyarul mosolyog? Azt hiszi, hogy gúnyolódom? Vigyázzon uram…” A történet végével sem hagyja szereplőjét szóhoz jutni, befejezi monológját, amellyel egyúttal le is zárja Lebenyei történetét. Más szemszögből nézve ez a Halál történetének kezdete, melyet a szerkezeti egységben fellelhető novellák egésze mesél végig. A következő novella: A Halál jót akar lehet a folytatás. Ez a novella a megszemélyesített halálfogalom születésnapjával kezd, amikor a kedves Halál elégedetten simítja végig képzeletbeli testét, majd konstatálja: „Ha meggondolom, hogy voltaképpen egyidős vagyok a teremtett világgal, bizony igazán büszke lehetek magamra.” Ez az, ami akár az előző történet ráadás-csattanója lehet, hiszen talán nem is az író oktatja ki főhősét, sőt talán nem is ő írja sorait, hanem maga a Halál beszéli el a gyarló emberek történetét.

### A pszichoanalízis hatása életére és alkotótevékenységére
Szilágyi Gézára rendkívüli hatást gyakorolt Freud és Baudelaire, mindez remekül fellelhető munkáiban, legfőként lírájában. Első verseskötete, a Tristia erőteljesen baudelaire-i ihletésű, az isteni gondviselést ironikusan kezeli és összekapcsolja az áruvá vált erotikával. Ezen kötete miatt eljárást is indítottak ellene, ugyanis zsidó támadást láttak benne a kereszténység ellen. A művei - első olvasatra polgárpukkasztó - felületén mélyebbre haladva, a valóságra referáló, hiteles igazságot kaphat a befogadó, így ezek a versek inkább társadalompszichológiai elméletek példái, mintsem támadások bármi ellen. 1914-ben a Nemzetközi Pszichoanalitikus Egyesület (Internationale Psychoanalytische Vereinigung) budapesti csoportjához csatlakozik, és a későbbi szervezeteknek is mindvégig tagja marad. Az első magyar írók egyike, aki mélyrehatóan foglalkozik a lélekanalízissel: magyar és német nyelven számos pszichoanalitikus témájú írása is megjelenik. Ez legnagyobbrészt Ferenczi Sándorral kötött barátságának köszönhető, ugyanis ő ismertette meg Szilágyival a freudista mozgalmat. Az író érdeklődése lányára, Szilágyi Lillára is hatást gyakorolt, aki analitikus érdeklődésű pszichológus lett. Lilla már kisgyermekként találkozott a freudi gondolkodással, egy kései interjúban szívesen emlékezik vissza a Svábhegyen elköltött családi vacsorára, melyen maga Freud is jelen volt.
Szilágyi Géza pszichoanalitikai szemléletére a legjobb példa egy korai verse, a Jó Isten, melynek témája a prostitúció. Ebben a költeményben remekül fellelhetőek a freudi utalások és Baudelaire hangja. Kortársaihoz képest az egyik legszembetűnőbb dolog a vers tárgyilagossága – ez a fajta „nyers” megfogalmazás lírája legalapvetőbb jellemzője is. A verseiben leírt érzelmek és események magyarázatát keresi, költőtársaival ellentétben, akik csak egyszerűen leírják mindazokat. „Egy utcai lány meséli”– írja az alcímben, s így a témájául szolgáló prostituáltnak szájába adja a gondolatait. Mindezzel egy teljesen új szempontot teremt, a férfiempátiának egy újabb lehetséges formáját mutatja be. Ezenfelül, ami a legnagyobb felháborodást keltette, az a szöveg istenkáromló mivolta, hogy tehetetlennek állítja be a Teremtőt.
„A jó Isten hatalmas és erős, | A gyönge lányt nem védi meg | Ha csókot hall: – a jó Isten süket, | Ha ölelést lát: – ezer szeme vak, | Hadd élvezzen a gyönge lányka csak.”

### Publicisztikája
Szilágyi tagja A Hét alkotógárdájának, zsidó írótársaival egyetemben már az asszimiláns zsidóságot képviselve. Számára nem ajándék az elfogadás, hanem magától értetődő dolog. Nem tekint származására különlegességként, vagy bármilyen megkülönböztetés/másság jeleként. Ahogy zsidó származását, éppúgy magyarságát sem hangoztatja, számára - hasonlóképpen vélekedve, mint pályatársai nagy része - magától értetődő dolog. Írásaiban nem képvisel semmilyen forradalmi eszmét, nincs erkölcsi felháborodás, vagy lázongás publikációiban, a teljesen objektív újságírás híve. Ahogy líráját érzéki szenvedéllyel önti formába, úgy újságíróként is remek ízt visz sajtótermékeibe. 1895-től az Élet, 1896 és 1900 között a Pesti Napló, 1900-ban a Polgár, 1901-ben a Politikai Hetiszemle felelős szerkesztője, később Az Újság belpolitikai rovatvezetője, cikkírója, könyv- és színikritikusa. A századfordulót követően, ahogy erősödik az antiszemitizmus, úgy élednek fel Szilágyiban zsidó érzelmei, ez a változás mind lírájában, mind publicisztikájában fellelhető. Mindezzel párhuzamosan a Nyugat és a Szerda munkatársa, a Figyelő kritikai és szépirodalmi folyóirat kiadója, majd 1921 és 1928 között Az Est-lapok újságírója, valamint 1928 után német hírügynökségek tudósítója. Remek nyelvtudásának köszönhetően nemcsak Freud munkáit tudja eredeti nyelven tanulmányozni, hanem német nyelven is publikál, így Magyarország helyzetéről szóló cikkeit a német hírügynökségek erőszeretettel fogadják.
Írói álnevei: Aegrotus, Diogenes, Gaár Ferenc, Judex, Lector, Pelbárt, Pósfay Döme, Proteus, Severus, Silenus, Severus, Sincerus.
Komlós Aladár a következőképpen fogalmazza meg Szilágyi fellépésének, pályakezdő éveinek irodalmi közegét, s Szilágyi szerepét ebben:
„A kilencvenes évek zsidó költője éppúgy nem ír hazafias verseket, mint zsidó érzésű verseket. Magyar is, zsidó is egyszerre; ha tetszik, egyik sem. (…) Szilágyi Géza keserű Baál-imádata pedig mintha az ősi keleti érzékiség és a Kohélet sötét filozófiájának atavisztikus visszaütközése volna. S mind együtt, az egész csoport: új szellemet hoz a magyar lírába.”

## Munkái
- Tristia; előszó Silberstein Ötvös Adolf; Nagel Ottó, Budapest, 1896
- Holt vizeken; Deutsch, Budapest, 1903
- Lepel nélkül. Erkölcsrajzok; Singer-Wolfner, Budapest, 1910
- Neked írtam; Deutsch, Budapest, 1911
- Lenkei Henrik–Szilágyi Géza: Májusi fagy. Színmű; Politzer Zsigmond és fia, Budapest, 1911 (Modern könyvtár)
- Könyvek és emberek. Tanulmányok; Athenaeum, Budapest, 1912 (Modern könyvtár)
- Versek; Athenaeum, Budapest, 1912 (Modern könyvtár)
- Ez Pest!; Athenaeum, Budapest, 1913 (Modern könyvtár)
- A háború mellől. Tollrajzok; Athenaeum, Budapest, 1915 (Modern könyvtár)
- Fantasztikus szerelmek; Dick Manó, Budapest, 1916
- Az ördög nyája. Elbeszélések; Athenaeum, Budapest, 1917
- Menny, pokol, háború. Korszerű legendák; Tevan, Békéscsaba, 1917
- Vitustánc. Novellák; Grill, Budapest, 1918
- Szó és könny; Pesti Ny., Budapest, 1927
- Vajda János pokla; in: Lélekelemzési tanulmányok. Dolgozatok a pszichoanalízis főbb kérdéseiről; Somló, Budapest, 1933
- Válogatott régi és új versek; Magyar Téka, Budapest, 1948
- Koldusok táncdala. Válogatott versek 1893-1956; sajtó alá rend., bev. Czibor János; Magvető, Budapest, 1958
- Válogatott írások; Madách Irodalmi Társaság, Budapest, 2007